# Alessia Maurelli
Alessia Maurelli, född 22 augusti 1996 i Rivoli, är en italiensk gymnast, som tävlar i rytmisk gymnastik.

## Karriär
Alessia Maurelli har medverkat på ett flertal VM-turneringar där hon bland annat tagit sex guld. Vid OS 2020 och OS 2024 ingick hon i det italienska laget som tog brons i truppmångkampen.